# Claude (chanteur)
Pour les articles homonymes, voir Claude.
Claude Kiambe, plus connu sous le mononyme de Claude,  est un chanteur néerlandais né le 16 septembre 2003 à Boma (République démocratique du Congo).
Il représente les Pays-Bas au Concours Eurovision de la chanson 2025 à Bâle en Suisse avec sa chanson C'est la vie.

## Biographie

### Jeunesse et débuts
Claude Kiambe naît le 16 septembre 2003 à Boma en République démocratique du Congo. Son père décède lors de la deuxième guerre du Congo  et sa mère déménage aux Pays-Bas pour construire une nouvelle vie pour sa famille, mais faute d'argent, lui et ses frères et sœurs ne la rejoignent que plus tard, lorsqu'il a 9 ans,. La famille vit d'abord dans un centre d'accueil à Alkmaar, avant de s'installer à Enkhuizen, où il termine ses études secondaires,. Il effectue ensuite des études de gestion hôtelière, mais il les abandonne pour se consacrer à la musique,. Claude parle couramment français, anglais et néerlandais.

### Carrière
En 2017, Claude remporte un concours de talents dans sa ville d'Enkhuizen, avec une reprise de la chanson Uit elkaar du rappeur néerlandais Yes-R.
Il se fait connaître du grand public deux ans plus tard, en 2019, lorsqu'il participe à la huitième saison de The Voice Kids aux Pays-Bas. Durant les auditions à l'aveugle, il interprète le titre Papaoutai de Stromae et fait se retourner les quatre coaches (Ali B, Anouk, Marco Borsato et Ilse DeLange). Il est finalement éliminé lors de l'étape des battles.
L'année suivante, il participe au télé-crochet néerlandais Are You Next?, qu'il remporte. Cette victoire lui permet de signer un contrat avec la maison de disques Cloud 9,.
Il sort en 2022 son premier single, Ladada (Mon dernier mot), qui atteint la première place du Nederlandse Top 40. Il reçoit ensuite plusieurs récompenses musicales, comme le 3FM Award de la Meilleure Révélation ou le TOP 40 Award de l'Artiste de l'Année par Qmusic,.
Il doit assurer la première partie des concerts de Stromae au Ziggo Dome en 2023, mais ceux-ci sont annulés pour des raisons de santé de ce dernier.
Le 19 décembre 2024, le télédiffuseur néerlandais AVROTROS annonce que Claude a été sélectionné pour représenter les Pays-Bas au Concours Eurovision de la chanson 2025. Le 27 février, sa chanson pour le concours est dévoilée : elle s'intitule C'est la vie et est chantée en français et en anglais.
Claude se produit lors de la deuxième demi-finale qui a lieu le 13 mai 2025 et se qualifie pour la finale du 17 mai,. Lors de la finale, il se produit à la 12e place dans l'ordre de passage entre la Lettonie et la Finlande, et termine à la 12e place avec 175 points. 

## Discographie

### Album studio
- 2024 : Parler français

### EP
- 2024 : Beste Zangers 2024 (Claude)

### Singles
- 2022 – Ladada (Mon dernier mot)
- 2023 – Layla
- 2023 – Vas-y (ga maar) (avec Suzan & Freek)
- 2024 – Écoutez-moi
- 2024 – La pression
- 2024 – Je t'aime (avec  Zoë Tauran)
- 2024 – Parler français
- 2025 – C'est la vie